# Apocalypse Please
Apocalypse Please, även känd som "Emergency", är en sång av den engelska rockgruppen Muse och kommer från deras tredje studioalbum Absolution. En live version av låten släpptes som digital nedladdning den 23 augusti 2004, där ungefär 70% av alla intäkter skänktes till Oxfam. Låten nådde plats tio av den första utgåvan av UK Official Download Chart, 1 september 2004.